# Vuelo 810 de Varig
El vuelo 810 de Varig era una ruta aérea comercial programada entre Río de Janeiro y Los Ángeles, con escalas
en Lima, Bogotá y Ciudad de México. El martes 27 de noviembre de 1962, el avión que hacía el vuelo sufrió un grave accidente en su maniobra de aproximación antes de realizar el aterrizaje en el aeropuerto Internacional Jorge Chávez de Lima-Callao, matando a todos sus ocupantes.
Fue el desastre aéreo más grave de 1962.

## Acontecimientos
La aeronave fue un Boeing 707-441 con matrícula PP-VJB, que despegó del Aeropuerto Internacional de Galeão de Río de Janeiro a las 03:53UTC con destino Lima. Al mando del avión se encontraba el capitán Gilberto Salomoni transportando 80 pasajeros y 17 tripulantes.

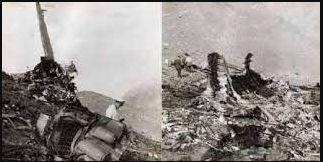
La aeronave accidentada (PP-VJB), completamente destruida en la montaña.

A las 08:09UTC y volando a 10.972 metros (FL360), la tripulación entra en contacto con el Control del Tráfico Aéreo (ATC) del aeropuerto de Lima-Callao, estimando sobrevolar Pisco a las 08:13UTC y el aeropuerto de Lima a las 08:36UTC solicitando permiso para iniciar el descenso. Sin embargo, el descenso no le fue permitido por el ATC debido a que un avión Douglas DC-6, que había partido de Lima a las 07:35UTC se encontraba a una altitud de 4,114 metros (13.500 pies) también estimando sobrevolar Pisco a las 08:13UTC, evitando así un riesgo de colisión.

Después de pasar sobre Pisco a las 08:13UTC, el ATC autoriza el inicio del descenso al RG810. A las 08:19UTC la aeronave alcanza los 7.925 metros. La autorización indicaba continuar descendiendo para iniciar una aproximación directa a la pista 33. A las 08:24UTC la tripulación comunica al Control de Aproximación (APP) encontrarse a 10 minutos de la estación a 4.572 metros y en descenso.
Siendo las 08:30UTC y sobrevolando Las Palmas se encuentra a 3.658 metros demasiado alto para una aproximación directa a la Pista 33. El APP sugiere realizar un giro de 360 grados sobre Las Palmas continuando con su descenso.

La aeronave se desvía ligeramente a la derecha de su curso de 330 grados pasando al este del aeropuerto Limatambo, luego gira a la izquierda sobrevolando el Aeropuerto Jorge Chávez y finalmente gira hacia el sur pasando al oeste de la Base Aérea de Las Palmas para luego hacer un giro de 180 grados a la altura del Morro Solar en Chorrillos y así interceptar la señal del ILS de la Pista 33 (327 grados) y realizar un aterrizaje por instrumentos Back Course. Pero, por razones del todo no claras el avión se mantiene en el curso de intercepción del ILS por unos tres minutos sobrepasando el eje de trayectoria hacia la pista y con rumbo de 333 grados continua hacia el norte hasta chocar con la cima del cerro La Cruz de 750 metros de altura ubicado en Ciudad de Dios en lo que hoy es el distrito de San Juan de Miraflores a unos 12 kilómetros de la antena ILS del Morro Solar y unos 25 kilómetros al sureste del aeropuerto. No hubo testigos al momento del accidente. Por la violencia del impacto el PP-VJB se desintegró y explotó en el choque matando instantáneamente a todos sus ocupantes.

## Probables causas del accidente
- Sobre la base de lo anterior, el último giro podría explicarse de la siguiente manera: el piloto sintonizó de forma errónea el Limatambo NDB R400 creyendo que es el Limatambo LIM 335. Así, dedujo que las indicaciones ADF del curso del ILS estaba delante de él. Sumado a este error fue el hecho de que el instrumento integral de Collins fue ajustado incorrectamente. Después del número prescrito de minutos de vuelo, la radiobaliza de Limatambo (R400) mostró 90° a la izquierda. El piloto pudo haber creído que el sistema ILS estaba fuera de servicio y comenzó su giro con rumbo de 330°. Sólo había alcanzado 333° cuando ocurrió el accidente Sin embargo, esta suposición no se pudo determinar ya que el equipo integral de Collins no se encontró en los restos.
- La comisión investigadora peruana concluyó que por razones desconocidas el avión se desvió de su trayectoria prevista en su aproximación ILS Back Course.
- El accidente ocurrió a las 08:37UTC (03:37 hora local). Las condiciones meteorológicas en ese momento fueron: viento 200° / 05 nudos; visibilidad 14 km; nubes 8/8 estratos a 570 metros.
- A este tipo de accidente se le clasifica como vuelo controlado contra el terreno (CFIT por sus siglas en inglés).
- Los Registradores de Vuelo o Caja Negra por aquellas épocas recién se implementaban, registraban pocos parámetros y aun no eran obligatorias en los aviones. Por esta razón después de un accidente los investigadores no daban con las causas exactas en sus informes.

## Tripulación Entre Los Pasajeros
- Comandantes:

Gilberto Salomoni; Edu Michel
- Copilotos:

Frederico Helmut Hirschmann; Gaspar Balthazar Ferrario
- Ingenieros de Vuelo:

Leonardo Nunhofer; Armindo Ferreira Maciel
- Rádio-telegrafistas:

Besmar Lino dos Reis; Francisco Evangelista de Oliveira
- Sobrecargos:

Jocely Erica Stein; Helio Arantes Carauta; Píndaro Figueiredo Bastos; Espedito Gomes Vasconcelos; Hasso Grundig; José Pires Rochael; Armando Maximiliano de Wooght; Sumiku Okumura; Marie Rose Frankel

## Pasajeros
De los 80 pasajeros que viajaban en el fatídico vuelo se hallaban diferentes personalidades entre ellos:
- Mayor General Jesús Melgar Escuti – Ministro de Agricultura de Perú
- Juan Noyola Vázquez - Autor original de la teoría estructuralista latinoamericana de la inflación.
- Toda la delegación cubana que participó en la conferencia de la FAO entre ellos:  Raúl Cepero Bonilla (Historiador y Economista) – Presidente del Banco Nacional de Cuba
- Arqto. Luis Marcial – Junta Nacional de la Vivienda, Jefe de proyectos
- Miguel Frisancho Mellet y Sra

## Historial de los B707 de VARIG
VARIG tuvo muchos accidentes e incidentes con los B707 en sus 29 años de carrera desde que fueron incorporados a su flota.
- El PP-VJB fue el primer accidente serio. Pero, dos meses antes que se produjera este accidente en Lima, la aeronave tuvo un incidente el 27 de septiembre luego de despegar del Aeropuerto Internacional de Galeão con destino a Nueva York. Uno de sus neumáticos delanteros explotó rompiendo cables de mecanismo hidráulico de retracción del tren. Después de 7 horas de suspenso el capitán Eggers Fez hizo cuatro sobrevuelos antes de realizar un aterrizaje de emergencia sin inconvenientes siendo llevado luego al hangar para su reparación.
- El 7 de septiembre de 1968 el PP-VJR se perdió en un incendio en los hangares de la compañía en el Aeropuerto Internacional de Galeão cuando le realizaban trabajos de mantenimiento.
- En 1969 el PP-VJX fue secuestrado y desviado a Cuba y en 1970 fue secuestrado nuevamente convirtiéndose algo así como una especie de récord Guiness en este evento.
- El 9 de junio de 1973 el carguero PP-VLJ se accidentó aproximándose a la Pista 14 del Aeropuerto Internacional de Galeão. El avión cayó al mar hundiéndose en la bahía de Guanabara.
- El 11 de julio de 1973 el PP-VJZ sufrió un incendio que se inició en uno de los baños traseros de la aeronave. El piloto estuvo obligado aterrizar el avión antes de llegar a la pista de aterrizaje del aeropuerto Orly en París.
- El 30 de enero de 1979 el carguero PP-VLU despegó del Aeropuerto Internacional de Narita en Japón con destino a Los Ángeles y Río de Janeiro. Después de su última comunicación con el ATC a los 22 minutos de vuelo no se supo nada más de la aeronave hasta el día de hoy desapareciendo por completo con toda su tripulación y carga. Otro dato curioso es que el capitán de esta aeronave Gilberto Araujo da Silva fue también quien pilotaba el PP-VJZ y que sobrevivió al accidente en París.
- El 11 de junio de 1981 el carguero PP-VJT se salió de la pista después de aterrizar en el Aeropuerto Internacional Eduardo Gomes de Manaus resultando en la pérdida total del avión sin causar víctimas.
- El 3 de enero de 1987 el PP-VJK perdió uno de sus motores después de despegar del Aeropuerto Port Bouet de Costa de Marfil precipitándose a la selva en su retorno al aeropuerto.

## Accidentes Similares
- Vuelo 200 de Garuda Indonesia
- Vuelo 901 de Air New Zealand
- Accidente del Tu-154 de la Fuerza Aérea de Polonia
- Accidente del Sukhoi Superjet 100 en Indonesia
- Vuelo 801 de Korean Air
- Vuelo 251 de Faucett Perú
- Vuelo controlado contra el terreno